# Гудовац
Гудовац је насељено место у саставу града Бјеловара, Бјеловарско-билогорска жупанија, Република Хрватска.

## Историја
Гудовац је почетком 20. века село које црквено административно припада граду Беловару. У њему је политичка општина за више околних села. Године 1894. село има српску управу: начелник општине је Милош Мушкиња, подначелник Андрија Гвозденчевић, благајник Јован Бакрач, дневничар Јован Бакић.
Православна црква у Гудовцу је филијарна по статусу, поптпада под Беловарску парохију, где је парох поп Јован Штековић. Храм је грађен 1724. године а посвећен је Св. апостолима Петру и Павлу или празнику Петровдану. Иконостас цркве је осликао 1780. године сликар Јован Четиревић Грабован. Постојало је ту српско православно гробље а 1905. је богомоља била у добром стању.
У месту је тада и комунална основна школа са једним школским здањем, коју похађају деца и из Пргомеље и Клокочевца. Учитељ Гаврило Мамула је стални, а број школске деце, у редовној настави је 54, а у пофторној 14 ђака. Године 1894. у месној школи је радио Петар Ивановић.
До територијалне реорганизације у Хрватској налазио се у саставу старе општине Бјеловар.

### Други светски рат
У појединим селима, нарочито у Гудовцу, долази до укључивања припадника Заштите у службу новог усташког режима. Побуна 108. пука и усташко преузимање власти пре формалног проглашења НДХ 10. априла 1941. добило је велики публицитет у новинама првенствено као аргумент да се хрватски народ дигао на устанак на позив Павелића у време краткотрајног Априлског рата.
Познат је по томе што је овдје извршен један од првих масовних усташких масакара, приликом ког је убијено је око 192 Срба из села. Спомен-парк је уништен током 1992.

## Становништво
На попису становништва 2011. године, Гудовац је имао 1.095 становника.
У насељу је 1931. било мешано становништво: две трећине чинили су Хрвати, а Срби преосталу трећину. Између два светска рата доселио се већи број људи из Хрватског Загорја у део Гудовца који се назива Рашће.

## Попис 1991.
На попису становништва 1991. године, насељено место Гудовац је имало 1.033 становника, следећег националног састава:
| Попис 1991.‍   | Попис 1991.‍  | Попис 1991.‍ | Попис 1991.‍ | Попис 1991.‍ |
| ------------- | ------------ | ----------- | ----------- | ----------- |
|               |              |             |             |             |
| Хрвати        | Хрвати       |             | 929         | 89,93%      |
| Срби          | Срби         |             | 65          | 6,29%       |
| Југословени   | Југословени  |             | 14          | 1,35%       |
| Чеси          | Чеси         |             | 5           | 0,48%       |
| Мађари        | Мађари       |             | 1           | 0,09%       |
| неопредељени  | неопредељени |             | 10          | 0,96%       |
| непознато     | непознато    |             | 9           | 0,87%       |
| укупно: 1.033 |              |             |             |             |